# Štadión FK REaMOS Kysucký Lieskovec
Štadión FK REaMOS Kysucký Lieskovec – stadion piłkarski w Kysuckým Lieskovecu, na Słowacji. Obiekt może pomieścić 1000 widzów. Do 2015 roku swoje spotkania rozgrywali na nim piłkarze klubu FK REaMOS Kysucký Lieskovec. W sezonie 2003/2004 stadion gościł mecze słowackiej II ligi z udziałem tego zespołu.